# (2836) Sobolev
(2836) Sobolev (1978 YQ) – planetoida z pasa głównego asteroid okrążająca Słońce w ciągu 5,2 lat w średniej odległości 3 j.a. Odkryta 22 grudnia 1978 roku.